# Diócesis de Saetabis
Diócesis de Saetabis (en latín: Sitabensis Dioecesis) es una diócesis de la Iglesia católica, situada en Játiva, cuyo obispo actual de la diócesis es Joaquín Sucunza.

## Historia
La diócesis de Saetabis, corresponde a la localidad de la provincia de Valencia, (Játiva). Años atrás Saetabis era una antigua sede episcopal de la Hispania visigoda, diferentes de los obispos de Saetabis fueron conocidos por participar en los Concilios de Toledo. Esta diócesis desapareció en el siglo VIII tras la conquista musulmana de la península ibérica, pero tiempo más tarde volvió a ser una diócesis titular y actualmente su obispo es Joaquín Mariano Sucunza.

## Obispos
- Mutto (589-597).
- Florencio (633-636).
- Atanasio (antes 653-675).
- Isidoro I (675-681).
- Asturio (681-683).
- Isidoro II (antes de 688-693).

### Reaparición diocesana
- Paul-Pierre-Marie-Joseph Pinier (31 de enero de 1970-5 de enero de 1971 dimitido).
- László Kádár, O.Cist. (8 de febrero de 1972-7 de enero de 1975).
- Antônio Celso de Queiroz (10 de octubre de 1975-9 de febrero de 2000).
- Joaquín Mariano Sucunza (22 de julio de 2000-actualidad).